# Sara Downing
Sara Downing (* 26. April 1979 in Washington D.C.) ist eine US-amerikanische Schauspielerin.

## Leben und Leistungen
Downing wurde als Schülerin für die Agentur Ford Models als Fotomodell verpflichtet, woraufhin sie nach New York City zog. Dort trat sie in der Fernsehwerbung auf. Nach Gastauftritten in den Fernsehserien spielte sie im Fernsehfilm Sorority aus dem Jahr 1999. Im gleichen Jahr trat sie an der Seite von Drew Barrymore in der Komödie Ungeküsst auf. Daraufhin ließ sie sich dauerhaft in Los Angeles nieder.
Im Actionfilm Hard Cash – Die Killer vom FBI (2002) spielte Downing neben Christian Slater, Val Kilmer und Daryl Hannah eine der größeren Rollen. In der romantischen Komödie Burning Annie (2004) übernahm sie eine der Hauptrollen.

## Filmografie (Auswahl)
- 1999: Sorority
- 1999: Tumbleweeds
- 1999: Ungeküsst (Never Been Kissed)
- 2000: Roswell (Fernsehserie)
- 2001: Dead Last (Fernsehserie)
- 2002: Hard Cash – Die Killer vom FBI (Run for the Money / Hard Cash)
- 2002: Wishcraft
- 2002: Smallville – Wahnsinnsrot (2x04)
- 2003: Rats – Mörderische Brut (Rats)
- 2004: Burning Annie
- 2004: Toolbox Murders
- 2006: Charmed – Zauberhafte Hexen – Zeig mir deinen Traum (8x19)